# Maamorilik
Maamorilik (zastarale Mâmorilik, často také Maarmorilik) je zaniklá důlní osada v kraji Avannaata v Grónsku. Nachází se na masivu Akuliarusikassak u fjordu Qaumajuruk, součásti fjordu Perlerfiup Kangerlua, který je součástí největšího Umanackého fjordu, asi 24 km severozápadně od Ukkusissatu. Těžil se tu především zinek, železo, olovo a stříbro. Důl byl založen v roce 1938 a uzavřen v roce 1992 kvůli upadající těžbě a ztrácejícímu významu, ale je zamýšleno obnovení dolu ve prospěch Ukkusissatu.